# Winniczki (wieś)
Winniczki – wieś na Ukrainie w rejonie lwowskim (wcześniej rejonie pustomyckim) należącym do obwodu lwowskiego.